# 横松
横松（よこまつ）は愛知県知多郡阿久比町の大字。

## 地理
阿久比町の南東端に位置し、半田市と接する。19の小字を持つ。

### 河川
- 阿久比川

### 小字
| - 字池之谷（いけのたに） - 字大川向（おおかわむかい） - 字乙張（おっぱり） - 字小清水寺（こしみずでら） - 字芝原（しばはら） - 字清水寺（しみずでら） - 字清水（しみず） - 字新屋敷（しんやしき） - 字月見ケ丘（つきみがおか） - 字中側（なかがわ） | - 字西側（にしがわ） - 字西之海道（にしのかいどう） - 字西之崎（にしのさき） - 字東側（ひがしがわ） - 字富士塚山（ふじづかやま） - 字前田（まえだ） - 字宮後田（みやうしろだ） - 字宮前（みやまえ） - 字楢（もろのぎ） |

## 歴史
知多郡横松村を前身とする。
1889年（明治22年）10月1日の町村制施行に伴い、横松村・萩村・宮津村・板山村・福住村が合併し、東阿久比村となり消滅。

## 世帯数と人口
2015年（平成27年）10月1日現在の世帯数と人口は以下の通りである。
| 大字 | 世帯数 | 人口  |
| ---- | ------ | ----- |
| 横松 | 84世帯 | 318人 |

### 人口の変遷
国勢調査による人口の推移
| 1995年（平成7年）  | 342人 | [ 5 ] |  |
| 2000年（平成12年） | 335人 | [ 6 ] |  |
| 2005年（平成17年） | 329人 | [ 7 ] |  |
| 2010年（平成22年） | 322人 | [ 8 ] |  |
| 2015年（平成27年） | 318人 | [ 2 ] |  |

## 交通
- 愛知県道55号名古屋半田線
- 愛知県道464号南粕谷半田線

## 施設
- 阿久比排水機場
- ファミリーマート知多阿久比横松店
- サンライズ知多営業所

## その他

### 日本郵便
- 郵便番号 : 470-2206[3]（集配局：半田郵便局[9]）。

## 参考資料
- 『角川日本地名大辞典 23 愛知県』、角川書店、1989年。
- 『日本歴史地名大系 23 愛知県の地名』、平凡社、1981年。